# Heart Like Mine
«Heart Like Mine» — песня американской кантри-певицы Миранды Ламберт, вышедшая в качестве 5-го сингла с третьего студийного альбома Revolution (2009). Сингл достиг первого места в кантри-чарте США и он получил золотую сертификацию RIAA. Номинация на премию American Country Awards в категории «Female Single of the Year» (2011).

## История
Сингл вышел 10 января 2011 года на студии Columbia Nashville и получил положительные отзывы музыкальной критики и интернет изданий: «The 9513», Roughstock.
Видеоклип был снят режиссёром Justin Luffman и впервые показан 21 января 2011 года на канале CMT.
«Heart Like Mine» дебютировал на № 58 в кантри-чарте Billboard Hot Country Songs в неделю с 8 января 2011 года. Он также дебютировал на № 95 в основном американском чарте Billboard Hot 100 в неделю с 26 февраля 2011, и на № 95 в канадском чарте Canadian Hot 100 в неделю с 2 апреля 2011 года. Песня стала вторым для Миранды чарттоппером в кантри-чарте Hot Country Songs  с 28 мая 2011 года.
Тираж сингла превысил 500,000 копий в США и он получил золотую сертификацию RIAA.

## Чарты
| Чарт (2011)                         | Высшая позиция |
| ----------------------------------- | -------------- |
| США (Billboard Hot Country Songs)   | 1              |
| США (Billboard Hot 100)             | 44             |
| Канада (Billboard Canadian Hot 100) | 69             |

### Годовые итоговые чарты
| Чарт (2011)                   | Позиция |
| ----------------------------- | ------- |
| США Country Songs (Billboard) | 17      |

## Сертификации
| Регион | Сертификация | Продажи  |
| --- | ------------ | -------- |
| США (RIAA) | Золотой      | 500 000* |
| * Данные о продажах приведены только на основе сертификации. ^ Данные о тиражах приведены только на основе сертификации. |              |          |